# フランシスコ・ジュニオール
フランシスコ・サントス・ダ・シルヴァ・ジュニオール（Francisco Santos da Silva Júnior、1992年1月18日 - ）は、ギニアビサウ・ビサウ出身のプロサッカー選手。ギニアビサウ代表。イスラエル・プレミアリーグのハポエル・ハイファFC所属。ポジションは、ミッドフィールダー。

## 代表歴
育成年代ではポルトガル代表に選ばれていた。
2012年2月、アフリカネイションズカップ2013予選・カメルーン戦を控えるギニアビサウ代表のメンバーに選ばれたが、招集レターは届かなかった。同年10月には、ポルトガルU21代表の試合に出場した。 
アフリカネイションズカップ2017に参加するギニアビサウ代表のメンバーに選ばれた。グループステージ初戦のガボン戦で初キャップし、試合には1-1で引き分けた。